# The Circle (B'z)
The Circle è il quattordicesimo album in studio del gruppo rock giapponese B'z, pubblicato nel 2005.

## Tracce
1. The Circle – 1:57
2. X – 3:55
3. Parusu (パルス) – 2:45
4. Ai no Bakudan (愛のバクダン) – 4:24
5. Fly the Flag – 3:45
6. Akua Burū (アクアブルー) – 3:20
7. Suiren (睡蓮) – 4:11
8. Sanctuary – 3:43
9. Fever – 4:17
10. Shiroi Hibana (白い火花) – 3:59
11. Ikarosu (イカロス) – 3:32
12. Black and White – 4:24
13. Brighter Day – 3:57

## Formazione
Gruppo
- Koshi Inaba - voce
- Takahiro Matsumoto - chitarra

Altri musicisti
- Akihito Tokunaga - basso, programmazioni
- Brian Tichy - batteria (12)
- Shane Gaalaas - batteria, percussioni